# Los Fuertes
Pour les articles homonymes, voir Fuertes.
Pour plus de détails, voir Fiche technique et Distribution.
Los Fuertes (prononcé en espagnol : [los ˈfweɾ.tes]) est un drame romantique LGBT chilien réalisé par Omar Zúñiga Hidalgo et distribué en 2020.
Il s'agit de l'adaptation en long-métrage du court-métrage San Cristóbal du même réalisateur, gagnant du Teddy Award du meilleur court-métrage à la Berlinale 2015.

## Synopsis
Lucas rend visite à sa sœur Catalina dans la ville de Niebla, au sud du Chili, avant de se rendre à Montréal, où il a reçu une bourse pour poursuivre des études d'architecture. Là-bas, Lucas se lie d'amitié et tombe amoureux d'Antonio, un pêcheur qui joue occasionnellement dans des reconstitutions historiques de la prise de Valdivia.

## Fiche technique
Sauf indication contraire, les informations mentionnées dans cette section peuvent être confirmées par les bases de données cinématographiques IMDb et Allociné,  présentes dans la section « Liens externes ».
- Titre : Los Fuertes
- Réalisation : Omar Zúñiga Hidalgo
- Scénario : Omar Zúñiga Hidalgo
- Musique : Sokio
- Direction de la photographie : Nicolás Ibieta
- Montage : Catalin Marín Duarte, Omar Zúñiga Hidalgo
- Distribution des rôles : Jorge Quagliaroli
- Production : José Luis Rivas, Omar Zúñiga Hidalgo
- Production exécutive : Josemaría Naranjo, Dominga Sotomayor Castillo
- Société de production : Cinestación, Terranova Producciones
- Société de distribution : Optimale Distribution
- Pays d'origine :  Chili
- Langue originale : Espagnol
- Genre : Drame romantique
- Durée : 89 minutes
- Dates de sortie :
  - Valdivia : 17 octobre 2019
  - Chili : 12 mars 2020
  - France : 4 mai 2022

## Distribution
- Samuel González : Lucas
- Antonio Altamirano : Antonio
- Marcela Salinas : Catalina, la sœur de Lucas
- Gabriela Fernández : Adriana, la grand-mère d'Antonio
- Rafael Contreras : Martín, le mari de Catalina
- Nicolás Corales : Roca
- Luis Fernando Montoya : Le capitaine

## Production
Le tournage se déroule à Valdivia et à Niebla, au Chili.
Le nom du film, Los Fuertes, est un jeu de mots sur le double-sens du mot fuertes, traduisible en français par « fort » pouvant désigner la forteresse et la force.

## Sortie
Los Fuertes est distribué en avant-première en ouverture du Festival international du film de Valdivia le 17 octobre 2019. Il est présenté dans des festivals comme OutFest et le Mardi Gras Film Festival avant d'être distribué dans les salles chiliennes le 12 mars 2020, quelques jours avant la suspension des salles de cinéma due à la pandémie de Covid-19,,. Il est distribué gratuitement sur la plateforme de streaming Ondamedia le 21 août 2020.
En France, le film est distribué à partir du 4 mai 2022.